# Брусница
Брусни́ца (укр. Брусниця) — село в Вижницком районе Черновицкой области Украины. Административный центр Брусницкой сельской общины
Население по переписи 2001 года составляло 1987 человек. Почтовый индекс — 59350. Телефонный код — 3736. Код КОАТУУ — 7322581501.

## История
В 1946 году Указом ПВС УССР село Барбовцы переименовано в Брусница.
До 2020 года село входило в Кицманский район